# Теснолинейка
Теснопътната железопътна линия, наричана за кратко теснолинейка, е железопътна линия с по-тясно междурелсие спрямо най-разпространените, по която се движат състави, пригодени за съответното по-малко междурелсие. Наричана е също и дековилка или дековилна линия по името на нейния създател (1875) Пол Дековил. Под теснолинейка може да се разбира също влак по теснопътна линия или теснопътна железница изобщо.
Обикновено релсите също са по-малки (от по-лек тип). Предпочитани за изграждане на теснолинейки са планинските райони, поради своя труднопроходим терен, защото теснопътните железници позволяват по-малък радиус на кривите (завоите), заемат по-малко място, изискват по-леки мостове, при прокопаването на тунели се извършват по-малко земекопни работи. Сравнително популярното название „дековилка“ всъщност означава само теснолинейка с междурелсие 600 mm.
Недостатъци на теснолинейката са по-малките габарити и тегло на товарите, по-малката устойчивост и по-ниската безопасна скорост.

## История
Най-ранното споменаване на теснолинейна железопътна линия е в труда De Re Metallica от 1556 г., където е описана мина в Чехия с железен път с междурелсие от 2 фута. През XVI век железниците са основно ограничени до ръчно избутвани теснолинейни по габарит линии в европейските минни подземни галерии. През XVII век железниците са разширени, за да се осигури транспорт и по земната повърхност или над нея посредством мостова конструкция. Тези линии са промишлени, свързващи мините с близките транспортни точки, обикновено разтоварища, канали или други водни пътища. Тези железници са вече и за животинска тяга и са построени обикновено по същия тесен габарит като минните железници, от която те произлизат.
Обширна мрежа теснолинейни ж.п системи служат на фронтовите линии във фортовете и окопите през Балканските и особено в Първата световна война. След края на войната излишъкът от оборудване от тях създава малък бум в развитието на линиите с тясно междурелсие в Европа.

## Технически данни
Релсовите пътища спрямо междурелсието им технически се делят на:
- широколинейни – с по-голямо от 1435 mm междурелсие, примерно ползваните за транспорт на космическа ракета-носител от нейния завод-производител до съоръжението за нейното изстрелване;
  - най-голямата от тях е Breitspurbahn, чието междурелсие е било 3000 mm и е била проектирана за Адолф Хитлер за ползване във време на Втората световна война;
- с нормално междурелсие – 1435 mm (4 фута и 8,5 инча),
  - възприето в БДЖ и днес в практически цяла Европа (първоначално е имало и вариации с 1373 mm, 1422 mm, 1448 mm и пр.);
- теснолинейни – с междурелсие с ширина под 1435 mm,
  - минимално междурелсие 381 mm (един фут и 25 инча)

Дековилната жп линия (дековилка) най-често е с междурелсие 600 mm, типичната теснолинейна жп линия обикновено е с междурелсие 760 mm, други габарити (най-вече извън Европа) са междурелсия 1000 mm, 1067 mm и доближаващото се до нормалната жп линия 1372 mm.
Тъй като радиусът на завой при теснолинейката е по-малък от този на стандартните влакове, а съставите са с по-малко тегло, това позволява по-леки мостови и тунелни конструкции и пътно легло. Често теснолинейни железници се комбинират със зъбчат, въжен или друг допълнителен механизъм, осигуряващ им възможност да преодоляват големи наклони в планините и други трудни терени, и са наричани „зъбчатки“, „фуникулер“ и пр. Понастоящем са широко разпространени, не само като атракция, в Швейцария и на други места.
Теснолинейните линии са по-бързи за построяване, по-евтини и възможни за реализация при трудни терени, например в долината Урубамба при Мачу Пикчу в Андите, може да са с по-големи наклони, които са съвсем нормално допустими за голяма част от трасето на тесния път (при средните и широките междурелсия разликата в надморското равнище на железният път не може да е повече от 30 m, за България – 31 m, в най-изключителни случаи до 40‰ (тоест 40 m на 1 km) и то само в отделни планински късолинейни участъци.

## Теснолинейки по света
Междурелсие 1000 mm има в Бразилия, Гърция, Португалия, Италия, Франция, Китай, Пакистан, Индия, Бангладеш, Индокитай, Малайзия, редица латиноамерикански страни и в голяма част от страните в Африка; такива са много от трамваите в Европа.
В редовна експлоатация жп линии на 1067 mm (3,5 фута) са в Япония, Австралия, Нова Зеландия, ЮАР, голяма част от Африка, много страни от Азия и някои други по света, а в Япония – и с междурелсие 1372 mm (4,5 фута).
За сравнение, теснолинейните трамваи, каквито са повечето в София, имат междурелсие 1009 mm, а нормалните са със стандартното за Европа междурелсие от 1435 mm, колкото е на метрото и на междуселищните влакове, ползващи т. нар. стандартно междурелсие 1435 mm.
В Русия влаковото междурелсие е 1520 mm (4,98 фута) още от построяването на първата железница Москва – Санкт-Петербург по времето на император Николай I в 1842 г., такова е и междурелсието на фериботния комплекс във Варна.
В Ирландия е 1600 mm (5,249 фута), в Индия – 1676 mm (5,498 фута), в Испания е 1765 mm (5,79 фута), а Голямата западна железница в Англия е с междурелсие 2134 mm (7 фута) – най-голямото използвано междурелсие за действаща железница.
Теснолинейни жп линии наред с тези с т.нар. нормално междурелсие се използват и в промишлеността, мините, летищата и във военните съоръжения (при последните най-често са дековилни), а широколинейни – в промишлеността, корабостроенето, космодрумите и пр.
В Европа най-голямо предпочитание към теснолинейките има в Швейцария, поради планинския терен на страната. Теснолинейки се ползват също така в планинските райони на Германия и Австрия.

## Теснолинейки в България
Днес извън индустриалния сектор на този стандарт работят само Теснолинейка Септември – Добринище на 760 mm междурелсие, както и три атракционни линии на 600 mm междурелсие железници: дълга е всяка ~1000 m, в Кърджали, и в Пловдив.

### Теснолинейка Септември – Добринище
Единствената функционираща теснопътна линия, ползвана от БДЖ, е с междурелсие 760 mm и дължина 125 km от гара Септември до гара Добринище.
Първият ѝ участък от Саранбей (дн. Септември) до Лъджене (дн. част от Велинград) е открит в 1926 г. Окончателно завършена 1945 г., днес разстоянието от 125 km между крайните гари с 23 спирки се изминава за около 5:30 часа със средна скорост 25 km/h.

### Детската железница „Пионер" в Кърджали
Намира се в парк „Отдих и култура" над стадион Дружба, Кърджали, с междурелсие 600 mm. Открита е на 30.09.1962 г., тогава с дължина 1,21 km. Общинска собственост. В момента е действаща.

### Пионерска пловдивска железница
Дължина 1,1 km, при 600 mm междурелсие. Открита е на 23.09.1979 г., закрита през 1997 г., възстановена на 22.09.2007 г., сега е действаща.

### Теснолинейка Бургаски солници
С междурелсие 600 mm, тя функционира като промишлена и атракционна. Специално пригодено за туристи „Влакче на солта“ прави обиколка из производствените площи. Освен процеса на солодобив може да се наблюдават и редки птици.